# اسلید
اسلید (انگلیسی: Slade) یک گروه موسیقی راک از ولورهمپتون است این گروه در دورهٔ گلم راک اوایل دههٔ ۷۰ میلادی آغاز به کار کرد. برپایهٔ یک مستند پخش شده از بی‌بی‌سی در سال ۱۹۹۹ به نام It's Slade این گروه توانستند بیش از ۵۰ میلیون نسخه از آهنگ‌هایشان را در سراسر جهان بفروشند.